# Qualificazioni al campionato mondiale femminile di pallavolo 2010 (CAVB)
Le qualificazioni per il campionato mondiale femminile di pallavolo 2010 dell'Africa hanno messo in palio 2 posti per il campionato mondiale femminile di pallavolo 2010. Delle 53 squadre africane appartenenti alla CAVB e avanti diritto di partecipare alle qualificazioni, ne partecipano 13.

## Squadre partecipanti
| - Algeria - Botswana - Camerun - Egitto - Kenya - Mauritius - Mozambico | - Nigeria - Senegal - Sudafrica - eSwatini - Tunisia - Zimbabwe |

## Seconda fase

### Squadre partecipanti
| - Botswana - Camerun - Mauritius - Mozambico - Nigeria | - Senegal - Sudafrica - eSwatini - Zimbabwe |

### Gironi
| Girone A                         | Girone B                                        |
| -------------------------------- | ----------------------------------------------- |
| Botswana Camerun Nigeria Senegal | Mozambico Mauritius Sudafrica eSwatini Zimbabwe |

### Qualificate alla terza fase
- Camerun
- Mauritius
- Senegal
- Sudafrica

## Terza fase

### Squadre partecipanti
- Algeria
- Camerun
- Egitto
- Kenya
- Mauritius
- Senegal
- Sudafrica
- Tunisia

### Gironi
| Girone C                      | Girone D                           |
| ----------------------------- | ---------------------------------- |
| Camerun Kenya Senegal Tunisia | Algeria Egitto Mauritius Sudafrica |

## Qualificate ai mondiali
- Algeria
- Kenya